# Shakti Samanta
Shakti Samanta (Bardhaman, 13 januari 1926 - Mumbai, 9 april 2009) was een Indiaas filmregisseur en -producent.
Afkomstig van West-Bengalen, groeide Samanta op in Dehradun. In 1944 studeerde hij af aan de Universiteit van Calcutta en werd leraar. In 1948 deed hij zijn intrede in Bollywood, als regie-assistent bij Bombay Talkies. Hij werkte er mee aan de regie van Gyan Mukherjee, Satish Nigam en Phani Majumdar. Zijn regiedebuut maakte hij in 1954 met Bahu. In 1957 richtte hij zijn eigen filmproductiehuis op, "Shakti Films". De eerste productie Howrah Bridge met Ashok Kumar en Madhubala in de hoofdrollen werd meteen een succes. Samanta's films Aradhana (1969) en Anuraag (1972) kregen een Filmfare-prijs als beste film.
Zijn zoon Ashim Samanta is eveneens filmregisseur.

## Filmografie
- 1955: Bahu
- 1956: Inspector
- 1957: Hill Station
- 1957: Sheroo
- 1958: Howrah Bridge
- 1958: Detective
- 1959: Insaan Jaag Utha
- 1960: Jaali Note
- 1960: Singapore
- 1962: Naughty Boy
- 1962: Isi Ka Naam Duniya Hai
- 1962: China Town
- 1963: Ek Raaz
- 1964: Kashmir Ki Kali
- 1966: Saawan Ki Ghata
- 1967: An Evening in Paris
- 1969: Aradhana
- 1970: Kati Patang
- 1970: Pagla Kahin Ka
- 1971: Jane Anjane
- 1971: Amar Prem
- 1972: Anuraag
- 1974: Charitraheen
- 1974: Ajnabee
- 1975: Amanush
- 1976: Mehbooba
- 1977: Anurodh
- 1977: Anand Ashram
- 1979: The Great Gambler
- 1980: Khwab
- 1981: Barsaat Ki Ek Raat
- 1982: Ayaash
- 1984: Awaaz
- 1985: Anyay Abichar
- 1985: Aar Paar
- 1985: Alag Alag
- 1990: Dushman
- 1993: Geetanjali
- 2002: Debdas